# Hervormd Rusthuis (Harlingen)
Het Hervormd Rusthuis in Harlingen in de Nederlandse provincie Friesland werd in 1763 gesticht als een Oudeliedenhuis (ook Diaconie Oudemannen- en Oudevrouwenhuis) ten westen van het kerkhof van de Grote Kerk van Harlingen.

## Geschiedenis
In 1763 werd besloten om in Harlingen een oudenliedenhuis te stichtingen voor de arme en behoeftige ledematen van de hervormde kerk. De stichting werd mogelijk gemaakt door een gift van de magistraat van Harlingen en door de liefdadigheid vanuit de burgerij. In 1769 werden er enkele woningen voor echtparen bijgebouwd. In de 19e eeuw werd het Oudeliedenhuis omgevormd tot het Hervormde Rusthuis van Harlingen. De woningen zijn gegroepeerd rond een binnenplaats en vormen een hofje, waarvan de ingang met poort gelegen is aan het Kerkpad. De woningen aan het Kerkpad zijn laagbouw en werden in 1873 vernieuwd. Aan de west- en aan de noordzijde bevinden zich twee vleugels van twee bouwlagen die in 1894 werden gebouwd. In 1901 werden de voorgevels aan de straatzijde vernieuwd. Ter herinnering aan de vernieuwingen in 1873, 1894 en 1901 zijn herdenkingsstenen geplaatst. De woningen aan het Kerkpad 30 en 32 behoorden eveneens tot het bezit van de hervormde diaconie.
Op 10 juni 1974 brak er brand uit in het oude gedeelte van het rusthuis. De zolderverdieping ging in vlammen op. Een gedeelte van de bewoners was vanwege het maken van een reisje niet aanwezig, de overige bewoners konden worden gered. In 1975 werd in Harlingen het nieuwe verzorgingshuis Almenum geopend als vervanging van het oude rusthuis aan het Kerkpad. Eind jaren zeventig van de 20e eeuw werd het leegstaande complex aan het Kerkpad gebruikt voor de opvang van Vietnamese bootvluchtelingen.
Aangrenzend aan de westzijde van het complex bevond zich het voormalige rooms-katholieke Sint-Annagesticht.

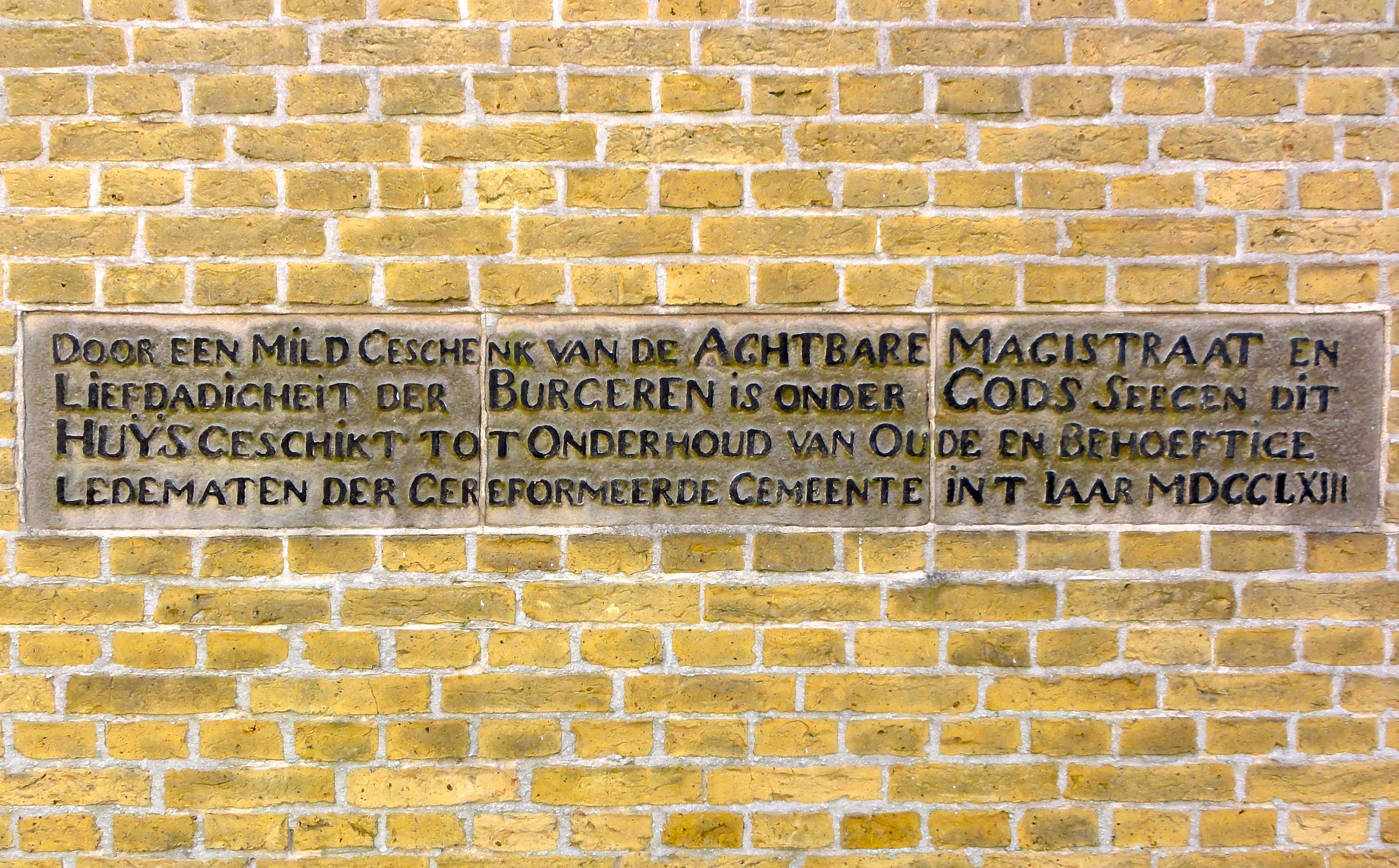
De stichtingssteen uit 1763 van het huis voor oude en behoeftige ledematen van de kerk
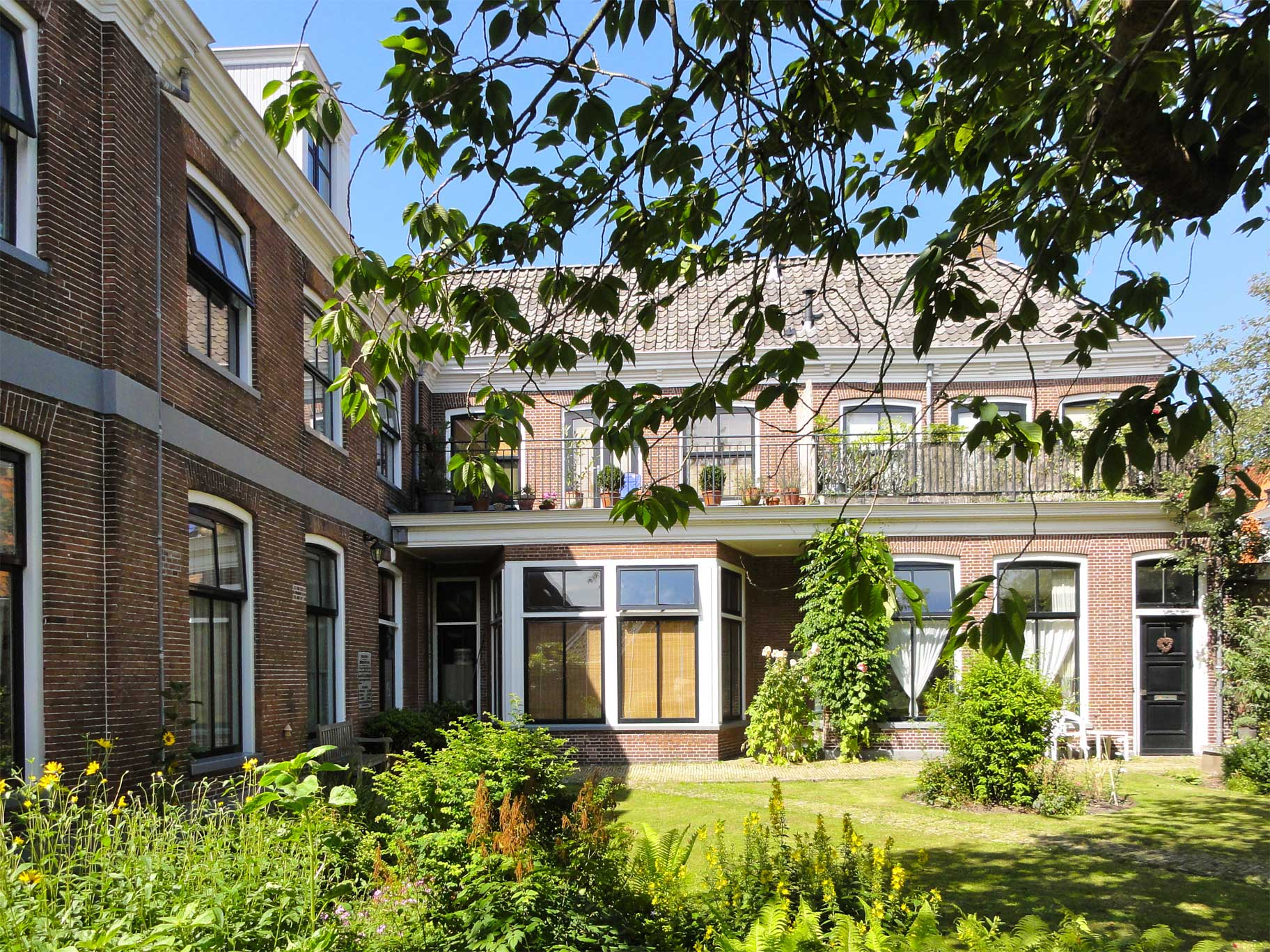
De binnenplaats met zicht op de westelijke en noordelijke vleugel